# Ria Klug

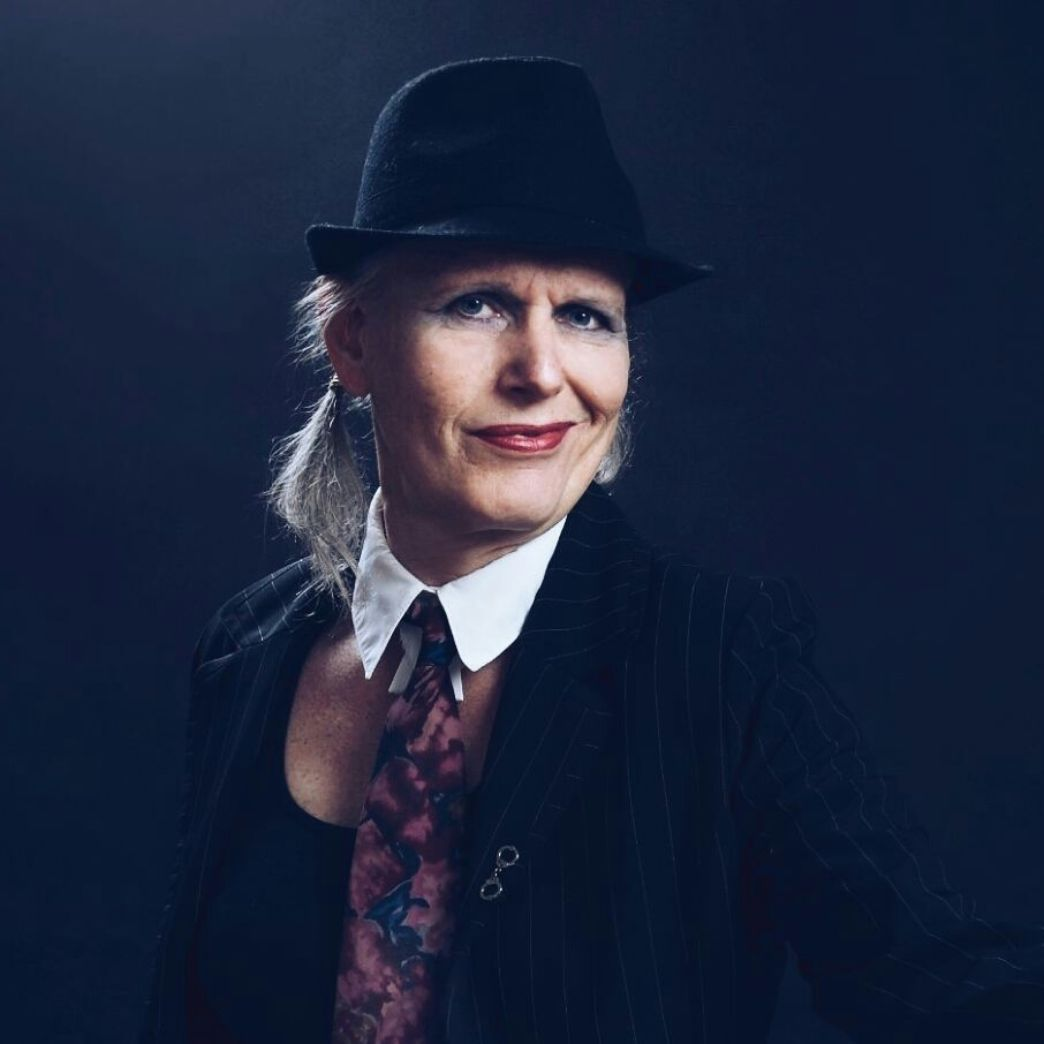
Ria Klug (2017)

Ria Klug (* 17. Februar 1955 in Herborn) ist eine deutsche Autorin.

## Werdegang
Ria Klug absolvierte nach einem Vordiplom in Geisteswissenschaften an der JLU Gießen eine Tischlerlehre. 20 Jahre arbeitete sie selbstständig im Möbel- und Einrichtungsbau, unterbrochen von einem Aufbaustudium an der Kasseler Werkakademie für Gestaltung.
2011 begann Klug mit Kleine Betriebsstörung die bisher einzige deutschsprachige Krimireihe mit einer Transperson als Hauptfigur. Sie schreibt Kriminalromane, Kurzgeschichten, Kolumnen und Satiren. Daneben verfasst und produziert sie Radiobeiträge als queere Aktivistin. Gelegentlich spielt Klug Bühnenrollen.
Seit 2011 lebt Klug in Berlin.

## Nominierungen
- 2012: Nominierung für Leipziger Krimipreis mit Die Zärtlichkeit der Hubschrauber
- 2016: Nominierung für den Glauser mit Die Vollpfostenmasche[1]

## Mitgliedschaften
- Mörderische Schwestern Berlin[2]
- Syndikat[3]
- TransInterQueer e.V.
- Transgenderradio Berlin

## Romane
- Die Nel-Arta-Trilogie
  - Kleine Betriebsstörung[4]. tensual publishing 2015 (Neuedition). ISBN 978-3-946408-02-4
  - Schnicksenpogo[5]. fhl Leipzig 2012. ISBN 978-3-942829-15-1
  - Lausige Mauscheleien[6].fhl Leipzig 2013. ISBN 978-3-942829-39-7
- Die Zärtlichkeit der Hubschrauber. create space 2013 (unter dem Pseudonym Edi LaGurki). ISBN 978-1-4849-6968-7
- Die Vollpfostenmasche. Grafit 2015. ISBN 978-3-89425-451-3

Auch als Audiobuch
- Zehntausend Kilometer. Querverlag 2017. ISBN 978-3-89656-250-0
- Vollpfostenfango. Grafit 2017. ISBN 978-3-89425-574-9
- Gefährliche Vergangenheit. Querverlag 2018. ISBN 978-3896562654